# Восточная Фландрия
Восточная Фландрия (нидерл. Oost-Vlaanderen, западнофлам. Ôost-Vloandern, фр. Flandre orientale, нем. Ostflandern) — одна из десяти провинций Бельгии и одна из пяти фламандских провинций, находящаяся на западе Фландрии и Бельгии. Граничит с Западной Фландрией, провинцией Антверпен, Фламандским Брабантом, Эно и Нидерландами. Административный центр — город Гент.

## Основные данные
- Площадь: 2942 км²
- Самая высокая точка: холм Поттелберг, 157 метров над уровнем моря
- Важнейшие реки: Шельда, Лис, Дюрме, Дандр
- Население: 1 432 326 чел. (2010)

## История
После того, как в 1795 году Австрийские Нидерланды были оккупированы Францией, на этих землях был образован департамент Эско. Когда после разгрома Наполеона было образовано Объединённое королевство Нидерландов, департамент Эско был переименован в провинцию Восточная Фландрия.

## Административное деление
Провинция делится на 6 округов (Гент, Ауденарде, Экло, Алст, Дендермонде, Синт-Никлас). Состоит из 65 коммун.
| Округ       | Число коммун | Население, чел. (2010) | Площадь, км² | Плотность, чел./км² |
| ----------- | ------------ | ---------------------- | ------------ | ------------------- |
| Гент        | 21           | 527 248                | 943,62       | 558,75              |
| Ауденарде   | 11           | 119 995                | 418,80       | 286,52              |
| Экло        | 6            | 81 921                 | 333,83       | 245,40              |
| Алст        | 10           | 273 544                | 468,92       | 583,35              |
| Дендермонде | 10           | 192 521                | 342,47       | 562,15              |
| Синт-Никлас | 7            | 237 097                | 474,60       | 499,57              |
| Всего       | 65           | 1 432 326              | 2982,24      | 480,32              |

## Достопримечательности
- Ойдонк — старинный замок на воде рядом с городом Дейнзе.
- Альтена ― старинный замок на воде рядом с городом Антверпен.